# Munjeong
Munjeong (koreanisch: 문정) (* 2. Dezember 1501 in Hanseong, Joseon; † 5. Mai 1565 in Hanseong, Joseon) war Königin und 3. Frau des 11. Königs der Joseon-Dynastie (조선 왕조) (1392–1910), König Jungjong (중종). Auch sie galt als eine „Regentin hinter dem Bambusvorhang“, als sie ihrem erst 12-jährigen Sohn zum Thron verhalf und über acht Jahre die Geschicke des Joseon-Reichs (조선) bestimmte.

## Leben
Königin Munjeong war die Tochter von Yun Ji-im (윤지임), dem Minister für königliche Angelegenheiten am Hofe. Während ihr Vater dem Yun-Klan entstammte, war ihre Mutter eine Vertreterin des Lee-Klans. Im Alter von 11 Jahren musste sie den Tod ihrer Mutter verkraften und übernahm die Aufgabe, sich um ihre jüngeren Geschwister zu kümmern. Sie galt als ein hübsches und nachdenkliches Mädchen in ihrer Jugend. Zu der Zeit, als sie am Hofe eingeführt wurde, gab es zahlreiche Konflikte zwischen den Konkubinen des Königs, den angeheirateten Verwandten und den sich verdient gemachten Höflingen des Hofes. Sie hielt sich geschickt davon fern und bildete sich in Sachen Politik durch Lesen u. a. der Schriften des chinesischen Historikers Sima Qian 司馬遷.
Als die zweite Frau König Jungjongs, Königin Janggyeon, verstarb, wurde Munjeong seine dritte Frau und 1517 Königin des Joseon-Reiches. 1534 bekam sie ihren einzigen Sohn, der als Prinz Gyeongwon (경원) später unter dem Namen Myeongjong (명종) der 13. König der Joseon-Dynastie werden sollte. Ihre vier Töchter Uihye (의혜), Hyosun (효순), Gyeonghyeon (경현) und Insun (인순) wurde allesamt als Prinzessinnen am Hofe eingeführt.

## Beginn ihrer Regentschaft
1544 verstarb König Jungjong und König Injong (인종) bestieg den Thron, was nicht ohne Spannungen zwischen Königin Munjeong, die ihren eignen Sohn gerne auf dem Thron gesehen hätte, und ihrem Stiefsohn blieb. Hinzu kam, das schon zuvor zwischen Munjeong und der seinerzeit amtierenden Königin Janggyeon, Jungjongs zweiter Frau, ein Disput herrschte, der auch noch dazu führt, da beide demselben Klan entstammten, dass eine Spaltung innerhalb des Klans entstand und sich zwei ungleich starke Fraktionen bildeten, eine größere Fraktion, die auf Seiten der verstorbenen Königin Janggyeon stand und einer kleineren, die Königin Munjeong unterstützte.
König Injongs mangelnde Gesundheit forderte ihren Tribut nach nur neun Monaten Amtszeit, nach der er verstarb. Doch Gerüchte am Hofe machten Königin Munjeong für den Tod ihres Stiefsohns verantwortlich, nachdem sie ihn vergiftet haben soll. Durch Injongs Tod war der Weg nun für Königin Munjeong frei, 1545 ihren eignen Sohn im zarten Alter von nur 12 Jahren als König Myeongjong (명종) zur Thronbesteigung zu verhelfen. Sie selbst übernahm die Regierungsgeschäfte und regierte stellvertretend für ihn. Damit verschob sich auch die Macht zugunsten der kleineren Fraktion ihres Klans, der sie unterstützte. Ihr jüngerer Bruder Yun Won-hyeong (윤원형) beseitigte in einer Säuberungsaktion 1545 Opponenten am Hofe und in der Regierung und ebnete damit ihr die alleinige Macht, die sie über acht Jahre lang ausfüllte.

## Buddhismus unter ihrer Regentschaft
Unter der Regentschaft von Königin Munjeong und ihren Anhängern entwickelte sich der Buddhismus im Lande zur neuen Blüte. Je nach Glaube der Monarchen und der regierenden Klasse wurde der Staat in der Vergangenheit jeweils nach konfuzianischen oder buddhistischen Lehren ausgerichtet. Nun, da Königin Munjeong pro-buddhistisch eingestellt und streng gläubig war, bekamen Mönche und Tempel jedwede Unterstützung, was wiederum zu Unmut und Spannungen unter der gelehrten Klasse führte. Um auch soziale Problem des Landes lösen zu können, sucht Königin Munjeong die Hilfe des buddhistischen Mönchs und Führer Bou (보우, 普雨 1515–1565). Er wiederum organisierte 1551 den Buddhismus im Lande in zwei Hauptzweige neu, in Gyojong (교종), in die, die sich dem Studium der Skripte verschrieben hatten und Seonjong (선종), in diejenigen, die dem Zen-Weg folgten. Daraus entstanden dann die beiden Haupt-Tempel Bongeunsa (봉은사) und Bongseonsa (봉선사). Königin Munjeong ging sogar soweit, dass sie dem Mönch Bou zum Minister für militärischer Angelegenheiten machte. Der Widerstand am Hofe unter den konfuzianischen Gelehrten war ihr gewiss. Auch entwickelte sich Protest unter den Studenten der Nationalen Konfuzianischen Akademie.

## Ende ihrer Regentschaft
1553 übernahm Königin Munjeong Sohn Myeongjong die Regierungsgeschäfte, doch ihr Einfluss blieb bis zu ihrem Tod im Mai 1565. Sie wurde im Grabmal Taereung (태릉) beerdigt, das heute in Hwarang-ro (화랑로), im Stadtbezirk Nowon-gu (노원구) von Seoul liegt.